# Dithyrambos

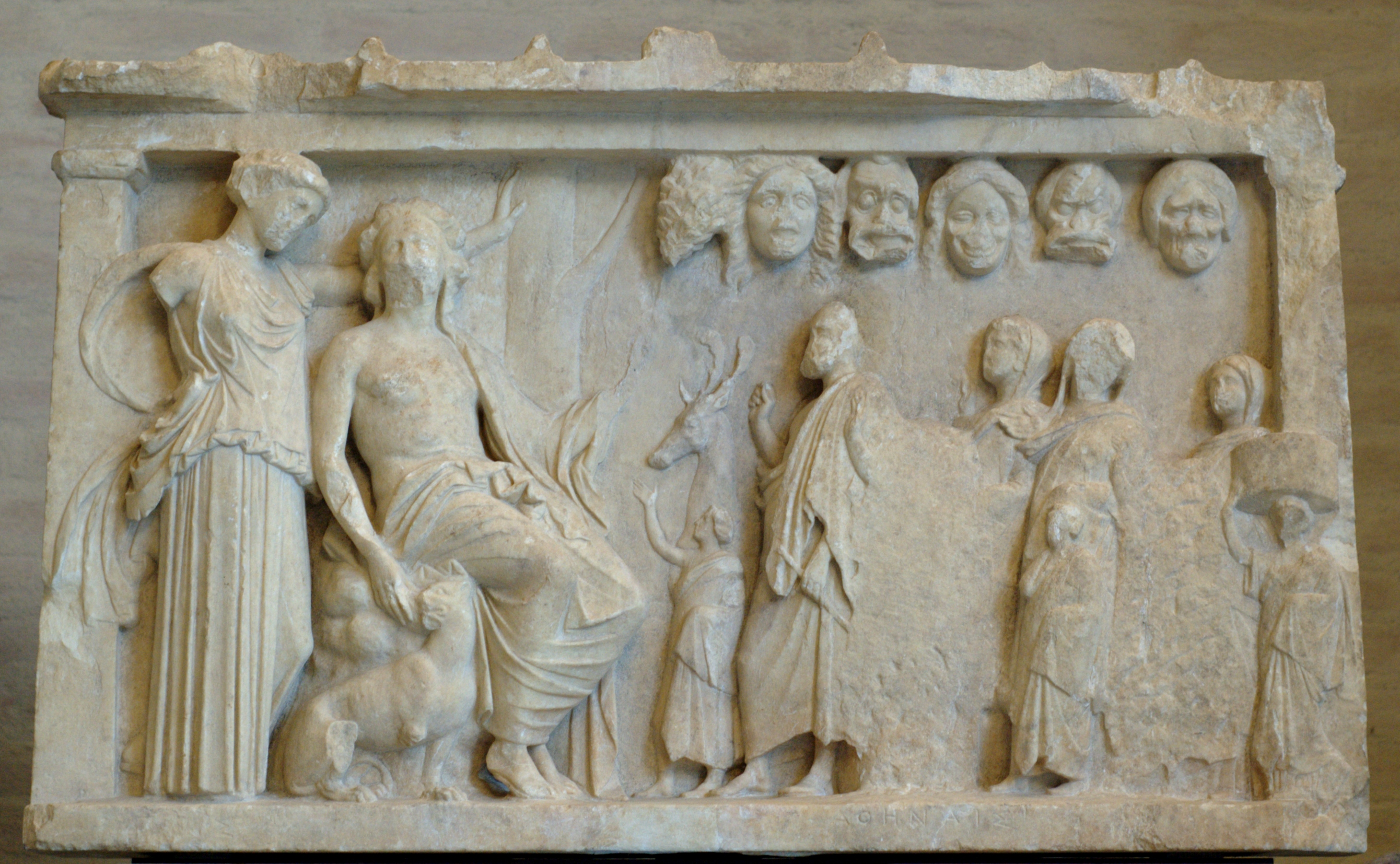
Zobrazení dithyrambos

Dithyrambos (řec. διθύραμβος) je druh starověké řecké poezie, nadšený hymnus k oslavě boha Dionýsa, přednášený a zpívaný střídavě sborem a předzpěvákem s doprovodem píšťal (aulos). Patřil ke svátkům Dionýsií a Lénají, oslavám boha vzrušení a vína.

## Historie
Podle některých autorů nepocházel původně z Řecka, kde je poprvé dosvědčen u Archilocha v 7. století př. n. l. Kolem roku 600 př. n. l. jej zdokonalil Arión z Méthymny, který téma rozšířil i na jiná božstva a héroje; později se uvolnila i forma a dithyramby přednášeli i jednotliví umělci. V Delfách se dithyrambos spojil s kultem boha Apollóna a v Athénách se konaly soutěže v dithyrambech. Podle Aristotela se někdy v 6. století př. n. l. z dithyrambu vyvinula tragédie. Mezi nejslavnější autory dithyrambů patřili Simónidés, Bakchylidés a Pindaros. Z jejich tvorby se však – kromě Pindara – zachovalo velmi málo.
V moderní době báseň Dithyrambos F. Schillera zhudebnil Franz Schubert, dithyramby skládal Friedrich Nietzsche (Dionysos-Dithyramben) a užíval je i v knize „Tak pravil Zarathustra“.